# Борове (заповідне урочище)
Борове́ — заповідне урочище місцевого значення в Україні. Розташоване в межах Шептицького району Львівської області, на південний захід від села Борове.
Площа 25 га. Оголошено згідно з рішенням Львівської облради від 9.10.1984 року № 495. Перебуває у віданні ДП «Жовківський лісгосп» (Великомостівське лісництво, кв. 16, вид. 5, 16). 
Статус присвоєно для збереження частини лісового масиву з сосновими насадженнями природного походження, характерними для Надбужанської котловини.